# Vanuatu aux Jeux olympiques d'été de 2016
Le Vanuatu participe aux Jeux olympiques d'été de 2016 à Rio de Janeiro au Brésil. Il s'agit de sa 8e participation aux Jeux d'été, auxquels le pays n'a encore jamais remporté de médaille.

## Aviron
Luigi Teilemb sera le premier Vanuatais à concourir en aviron à des Jeux olympiques. N'ayant pas décroché une place lors des qualifications continentales, il est néanmoins invité aux Jeux par le Comité international olympique et la Fédération internationale des sociétés d'aviron, en vertu du principe d'universalité du mouvement olympique, et en raison de ses résultats encourageants. Il prendra part à l'épreuve masculine du skiff.
Légende: FA = finale A (médaille) ; FB = finale B (pas de médaille) ; FC = finale C (pas de médaille) ; FD = finale D (pas de médaille) ; FE = finale E (pas de médaille) ; FF = finale F (pas de médaille) ; SA/B = demi-finales A/B ; SC/D = demi-finales C/D ; SE/F = demi-finales E/F ; QF = quarts de finale; R= repêchage
| Athlète       | Compétition  | Séries       | Séries | Repêchage     | Repêchage | Quarts de finale | Quarts de finale | Demi-finales  | Demi-finales | Finale        | Finale |
| Athlète       | Compétition  | Temps        | Rang   | Temps         | Rang      | Temps            | Rang             | Temps         | Rang         | Temps         | Rang   |
| ------------- | ------------ | ------------ | ------ | ------------- | --------- | ---------------- | ---------------- | ------------- | ------------ | ------------- | ------ |
| Luigi Teilemb | Skiff hommes | 8 min 0 s 42 | 6e R   | 7 min 34 s 12 | 3e SE/F   | exempt           | exempt           | 8 min 19 s 15 | 3e FE        | 8 min 24 s 67 | 30e    |

## Boxe
| Athlète         | Catégorie           | 1/16e de finale         | 1/8e de finale      | Quart de finale     | Demi finale         | Finale              | Rang    |
| Athlète         | Catégorie           | Adversaire Résultat     | Adversaire Résultat | Adversaire Résultat | Adversaire Résultat | Adversaire Résultat | Rang    |
| --------------- | ------------------- | ----------------------- | ------------------- | ------------------- | ------------------- | ------------------- | ------- |
| Lionel Warawara | Poids coqs (-56 kg) | Battu par Nikitin 0 - 3 | Éliminé             | Éliminé             | Éliminé             | Éliminé             | Éliminé |

## Judo
| Athlète   | Compétition    | 1er tour            | 2e tour                  | 3e tour             | Quart de finale     | Demi-finale         | Repêchage 1         | Repêchage 2         | Finale              | Rang    |
| Athlète   | Compétition    | Adversaire Résultat | Adversaire Résultat      | Adversaire Résultat | Adversaire Résultat | Adversaire Résultat | Adversaire Résultat | Adversaire Résultat | Adversaire Résultat | Rang    |
| --------- | -------------- | ------------------- | ------------------------ | ------------------- | ------------------- | ------------------- | ------------------- | ------------------- | ------------------- | ------- |
| Joe Mahit | Moins de 66 kg | Exempt              | battu par Mata 000 - 100 | Éliminé             | Éliminé             | Éliminé             | Éliminé             | Éliminé             | Éliminé             | Éliminé |

## Tennis de table
Yoshua Shing est qualifié pour l'épreuve simple messieurs. Ce sont ses seconds Jeux consécutifs. Il est le premier pongiste vanuatais à se qualifier au mérite pour les Jeux olympiques.
| Athlète(s)   | Compétition | Tour préliminaire      | 1er tour         | 2e tour          | 3e tour          | 4e tour          | Quarts de finale | Demi-finales     | Finale           | Finale  |
| Athlète(s)   | Compétition | Adversaire Score       | Adversaire Score | Adversaire Score | Adversaire Score | Adversaire Score | Adversaire Score | Adversaire Score | Adversaire Score | Rang    |
| ------------ | ----------- | ---------------------- | ---------------- | ---------------- | ---------------- | ---------------- | ---------------- | ---------------- | ---------------- | ------- |
| Yoshua Shing | Simple      | battu par Madrid 0 - 4 | Éliminé          | Éliminé          | Éliminé          | Éliminé          | Éliminé          | Éliminé          | Éliminé          | Éliminé |